# Henri de Sandomierz
Pour les articles homonymes, voir Henri.
Henri de Sandomierz (en polonais Henryk Sandomierski) (1130 - 18 octobre 1166), fils de Boleslas III Bouche-Torse et de Salomé von Berg. Il est duc de Sandomierz de 1146 à 1166. 
Le testament de son père Boleslas III Bouche-Torse (décédé en 1138) en fait l’héritier du duché de Sandomierz. Trop jeune pour gouverner, il est privé de son duché qu’il ne retrouvera qu’en 1146 lorsque ses frères Boleslas IV le Frisé de Mazovie et Mieszko III le Vieux de Grande-Pologne chassent Ladislas II le Banni.
En 1149, il organise avec son frère Boleslas une expédition militaire pour soutenir Iziaslav II de Kiev.
Il met sur pied avec ses deux frères Boleslas IV le Frisé et Mieszko III le Vieux des campagnes militaires de christianisation des peuples voisins de la Pologne. C’est au cours d’une de ces campagnes (dirigée par Boleslas IV le Frisé) contre les Prussiens qu’il est tué le 18 octobre 1166.
Henri de Sandomierz avait désigné son jeune frère Casimir comme héritier. Cet héritage est contesté par les deux frères aînés qui partagent le duché en trois parties, Casimir n’obtenant que la région de Wiślica.

## Les Templiers
En 1154, Henri et d’autres chevaliers polonais participent à la croisade jusqu’à Jérusalem. À son retour, il s’investit dans la fondation de nombreuses églises. Il invite l’ordre du Temple qu’il installe dans le village de Zagość où ils établissent une commanderie.